# Veseloternuvate, Vilneansk
Veseloternuvate (în ucraineană Веселотернувате) este un sat în comuna Liubîmivka din raionul Vilneansk, regiunea Zaporijjea, Ucraina.

## Demografie
Componența lingvistică a localității Veseloternuvate
     Ucraineană (82,14%)
     Rusă (17,86%)
Conform recensământului din 2001, majoritatea populației localității Veseloternuvate era vorbitoare de ucraineană (82,14%), existând în minoritate și vorbitori de rusă (17,86%).